# Feistritz im Rosental
Feistritz im Rosental (szlovénül Bistrica v Rožu) osztrák mezőváros Karintia Klagenfurtvidéki járásában. 2016 januárjában 2483 lakosa volt.

## Elhelyezkedése

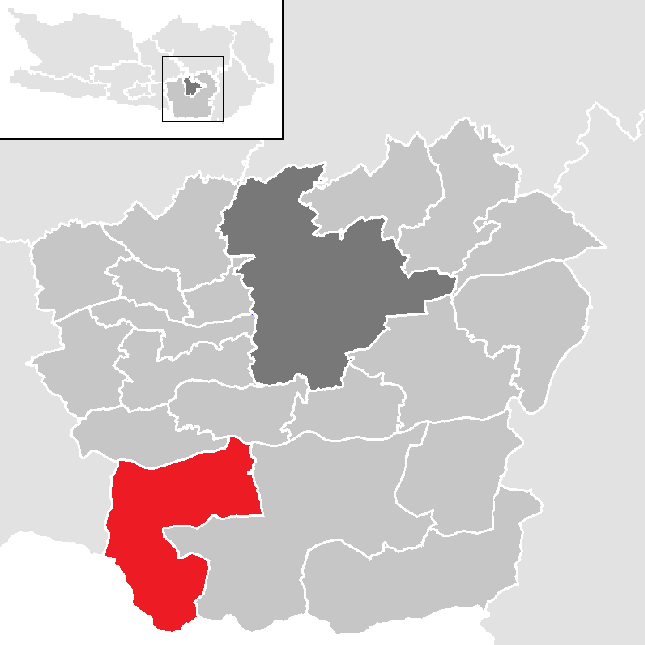
Feistritz im Rosental a Klagenfurtvidéki járásban

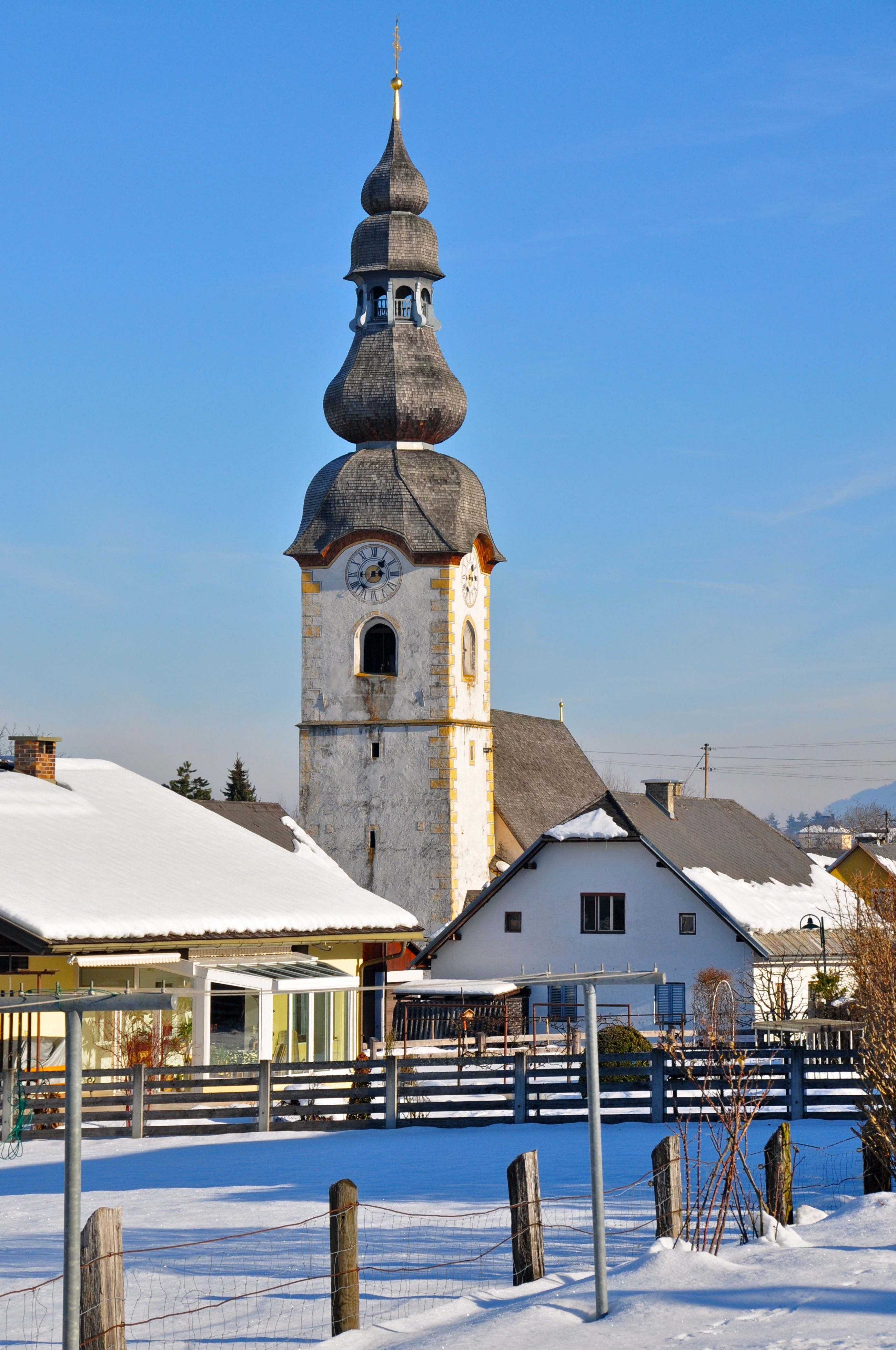
A Szt. Lambert-templom

Feistritz im Rosental Karintia déli részén fekszik, közvetlenül a szlovén határ mellett, a Rosental völgyében, a Karavankák hegyeinek lábánál. Legmagasabb pontja a 2237 méteres Hochstuhl, legnagyobb folyója a Dráva, amely északon elválasztja Ludmannsdorftól. Az önkormányzat 8 falut és egyéb települést fog össze: Bärental (5 lakos), Feistritz im Rosental (1013), Hundsdorf (126), Matschach (121), Rabenberg (17), Sankt Johann im Rosental (251), Suetschach (593), Weizelsdorf (361).
A környező települések: nyugatra Sankt Jakob im Rosental, északra Ludmannsdorf, északkeletre Köttmannsdorf, keletre Ferlach, délre Žirovnica (Szlovénia), délnyugatra Jesenice (Szlovénia).

## Története
Feistritz hagyományosan ipari település: már a 16 század elején a Feistritzbach vizén épített vashámorokban dolgozták fel a Bärental völgyében kitermelt ércet. A 19. században a drót- és huzalgyártásra specializálódtak, különösen miután Ferdinand Grafenegger 1840-ben megalapította az akkori legmodernebb technológiát alkalmazó huzalüzemét. Az 1906-ban létrejött Krainische Industriegesellschaft a gazdasági világválság után, 1933-ban csődbe ment. Épületeiben 1938-tól akkumulátorokat kezdtek gyártani, amelyekkel nemzetközi sikereket is elértek. Ez az üzem 1998-ban fejezte be működését.
Az önkormányzat 1850-ben jött létre, akkor még Suetschach néven, de egy évvel később felvette Feistritz nevét. Az 1973-as közigazgatási reform során egyesítették a szomszédos Weizelsdorffal, nevét pedig Feistritz im Rosental-ra változtatták. 1996-ban megkapta a mezővárosi státuszt.

## Lakossága
A Feistritz im Rosental-i önkormányzat területén 2016 januárjában 2483 fő élt, ami jelentős csökkenést jelent a 2001-es 2707 lakoshoz képest. Akkor a helybeliek 93,1%-a volt osztrák, 1,8% boszniai, 1,3% horvát, 1,1% német állampolgár. A szlovén kisebbség aránya 13,3% volt. 86,4% római katolikusnak, 2,9% evangélikusnak, 2,7% mohamedánnak, 6% pedig felekezet nélkülinek vallotta magát.

## Látnivalók

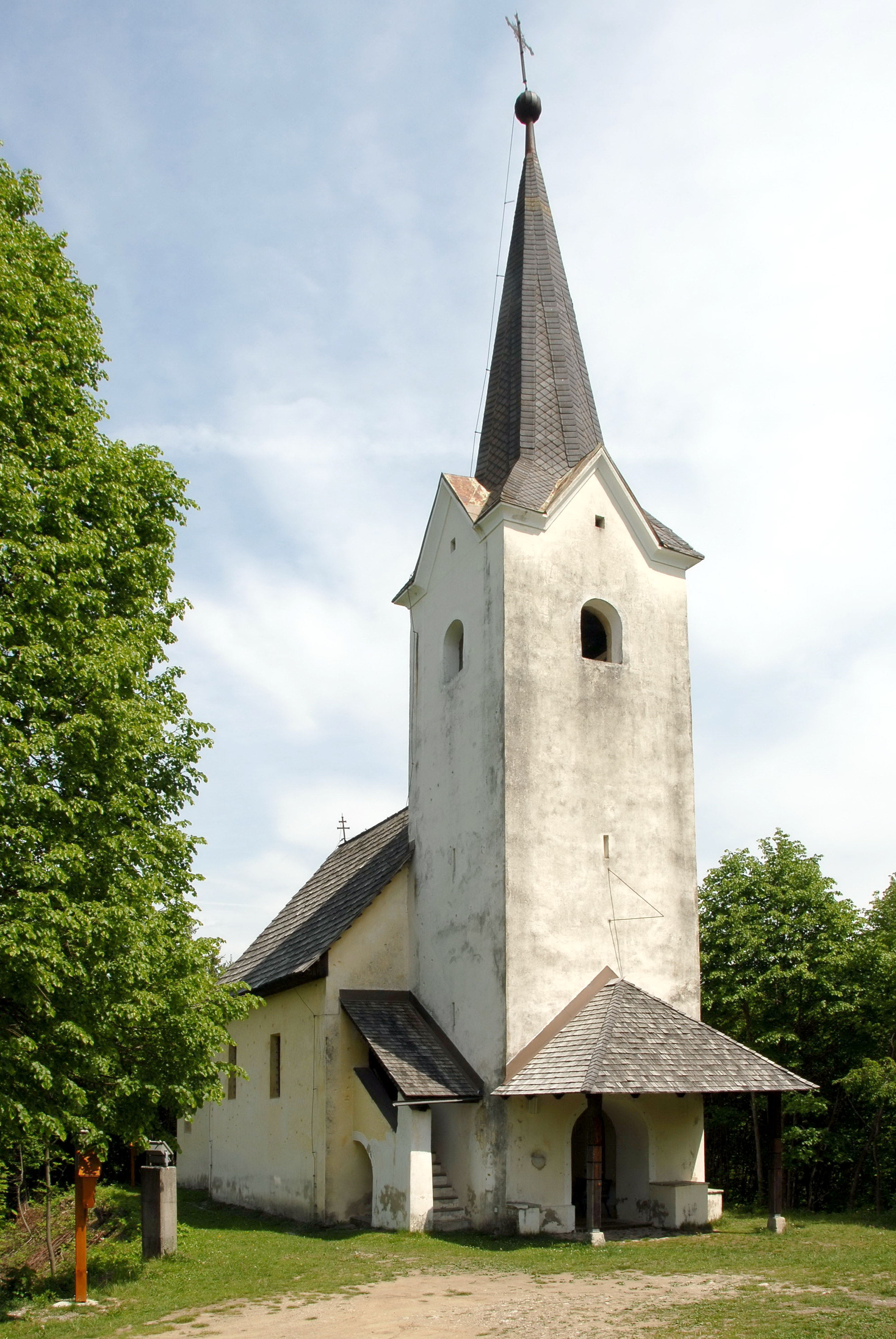
A Szent Kereszt-templom

- Suetschach Szt. Lambert-plébániatemploma eredetileg román stílusban épült és 1364-ben jelenik meg az írott forrásokban. A 15. században átépítették, később barokk stílusban módosították. Tornyának hagymakupolája 1861-ből való.
- a Szent Kereszt-templom ("Halálfélelem-kápolna") 1720-ban épült Feistritztől délre egy kis dombon. Hegyes toronysüvege 19. századi.
- feistritzi kastély (vagy Gößnitzerhof) a 15. század végén épült. A 16. századtól céhépületnek használták, a 18. században pedig kétszintesre bővítették. A napóleoni háborúk idején súlyosan megrongálódott.
- az Ebenau-kastély Weizelsdorfban
- Andrej Einspieler szülőháza

## Híres ebenthaliak
- Valentin Inzko (1949-) diplomata, bosznia-hercegovinai főképviselő
- Andrej Einspieler (1813–1888) politikus, publicista, a karintiai szlovén nemzeti mozgalom egyik elindítója

## Fordítás
- Ez a szócikk részben vagy egészben  a   Feistritz im Rosental című német Wikipédia-szócikk ezen változatának fordításán alapul.  Az eredeti cikk szerkesztőit annak laptörténete sorolja fel. Ez a jelzés csupán a megfogalmazás eredetét és a szerzői jogokat jelzi, nem szolgál a cikkben szereplő információk forrásmegjelöléseként.